# Дюфрен, Микель
Микель Дюфре́н (фр. Mikel Louis Dufrenne; 9 февраля 1910, Клермон — 10 июня 1995, Париж) — французский философ и эстетик, представитель феноменологии.

## Биография
Учился у Алена в лицее Генриха IV в Париже, затем в Педагогическом институте в 1929 году.
Во время Второй мировой войны находился в заключении в Германии, в концлагере с Полем Рикёром изучал философию Карла Ясперса.
С 1953 года преподавал в университете Пуатье. Принимал участие в создании университета Западный Париж — Нантер-ля-Дефанс, где преподавал в 1964—1974 годах.
В 1971 году избран президентом французского Общества эстетики.
Определял себя как анархиста.

## Эстетика
В 1950 — 1960-е годы разрабатывал проблемы эстетики. Его двухтомник «Феноменология эстетического опыта» (1953) стал классической работой в этой области.
В своих исследованиях опирался прежде всего на Гуссерля и Канта. Сначала Дюфрен заимствует концепцию восприятия, которая «открывает нам мир в его истине». Его привлекало в учении Канта понятие априори. Понимание кантовской априорной чувственности, с помощью которой объект может быть данным или мыслимым, Дюфрен дополняет аффективным априори, с помощью которого объект становится ощущаемым. Он также заимствует элементы рефлексии из психоанализа и лингвистики, а также из трудов Теодора Адорно и Дьёрдя Лукача.

## Влияние
В 1975 году в честь Дюфрена опубликован коллективный труд «К эстетике без препятствия», созданный Оливье Рево д’Аллонном, Клеменсом Рамну, Рене Пассероном, Бернаром Тейссэдром, Жаном Франсуа Лиотаром, Пьером Сансо, Лилиан Брион, Жильбером Ласко, Роланом Бартом.